# Volnio
Volnio, in latino Volnius, probabilmente Volna o Velnies in lingua etrusca (fl. I secolo a.C.), è stato un filologo e scrittore etrusco.

## Biografia
Menzionato da Varrone a proposito di etimologie di parole che considerava di origini etrusche (Titienses, Ramnenses, Luceres), Varrone scrive che Volnio era autore di tragedie in lingua etrusca.